# Mesabolivar cuarassu
Mesabolivar cuarassu là một loài nhện trong họ Pholcidae. Loài này được phát hiện ở Brasil.